# 기아 EV NFT
기아 EV NFT(영어: Kia EV Non Fungible Token)는 '기아 EV의 현재와 미래' 주제로 기아 디자인센터에서 제작했다. 2022년 3월 24일 첫 공개됐으며, 기아 EV6를 활용한 3종과 콘셉트 EV9을 활용한 2종, 니로 EV를 활용한 1종 총 6개 작품으로 제작됐다.

## 작품
- 《Opposites United of EV6》 - EV6의 디자인 콘셉트를 5개의 이미지로 이어 붙여 옴니버스 형식으로 전달하는 작품
- 《완성의 미학》 - EV6의 초기 스케치와 완성된 디자인을 하나의 작품으로 연결한 작품
- 《PORTAL》 - EV6의 파노라믹 커브드 디스플레이를 거대하게 구현한 작품
- 《Autumn Allure》 - 콘셉트 EV9의 특징을 부각한 작품
- 《Sustainable movement》 - 콘셉트 EV9에 적용된 폐어망, 플라스틱 등의 재활용 소재를 팝아트적으로 표현한 작품
- 《The PROCESS》 - 니로 EV의 초기 스케치부터 최종 양산차까지 디자인 단계를 순차적으로 보여주는 작품

## 같이 보기
- 기아 (기업)
- 기아 EV6
- 기아 EV9
- 기아 니로